# Конкан
Конкан (англ. Konkan) — участок средне-западного побережья Индийского субконтинента. Прибрежная часть Конкана состоит из многочисленных приречных островов, речных долин и холмистых склонов Западных Гат, которые ведут в плоскогорья региона Декан. Географически Конкан граничит с Аравийским морем на западе и плато Декан на востоке. Побережье Конкана начинается с севера в Дамана в Камбейском заливе, простирается на юг вдоль всех западных приморских районов Махараштры и Гоа и встречается с побережьем Канары на северной окраине района Карвар в Карнатаке. Наиболее известными островами Конкана являются Ильяс-де-Гоа, столица Панджима, и остров Сальсетт, на котором расположен Бомбей (Мумбаи), столица штата Махараштра.

## Определение
Географически, участок земли от реки Даман-Ганга на севере до реки Гангавалли на юге образует Конкан.
Древний Сапта Конкан был более обширной географической областью, простиравшейся от Гуджарата до Кералы. Весь регион прибрежной Махараштры и прибрежной Карнатаки входит в состав Конкана.
Однако этот сегмент перекрывает континуум побережья Конкана и Малабара и обычно соответствует самым южным и самым северным участкам этих районов.

## Этимология
Согласно Сахьядрикханде из Сканда-пураны, Парашурама бросил свой топор в море и приказал Морскому богу отступить до того места, где приземлился его топор. Новый участок земли, восстановленный таким образом, стал известен как Саптах-Конкана, что означает «кусок земли», «уголок земли» или «кусок угла», образованный от санскритских слов: кона (को, угол) + кана (कण, кусок).

## География
Конкан простирается по всему западному побережью Махараштры, Гоа и Карнатаки. Он ограничен горным хребтом Западные Гаты (также известным как Сахьядри) на востоке, Аравийским морем на западе, рекой Даман-Ганга на севере и рекой Аганашини на юге.
Гангавалли протекает в районе Уттара Каннада в современной Карнатаке. Его северный берег составляет самую южную часть Конкана. Города Карвар, Анкола, Кумта, Хонавар и Бхаткал находятся на побережье Конкана.